# South Okanagan-Similkameen National Park
Der South Okanagan-Similkameen National Park ist ein im Süden der kanadischen Provinz British Columbia befindlichen Wüsten-, Grünland- (Grasland-) und Gelbkiefern-Gebiet, der als Nationalpark designiert ist. Er soll Gebiete im Süden des Okanagan- und des Similkameen-Tales (Regional District of Okanagan-Similkameen), nahe den Orten Osoyoos, Oliver und Keremeos umfassen. Die Entscheidung über die Ausweisung des Parks sollte Ende 2008 oder 2009 getroffen werden, Untersuchungen waren jedoch auch Ende 2010 noch nicht abgeschlossen. Eine entsprechende Petition wurde bis Januar 2010 von knapp 10.000 Bürgern unterzeichnet. Auch 2020 befand sich das Gebiet noch im Prozess der Ausweisung.

## Designiertes Gebiet

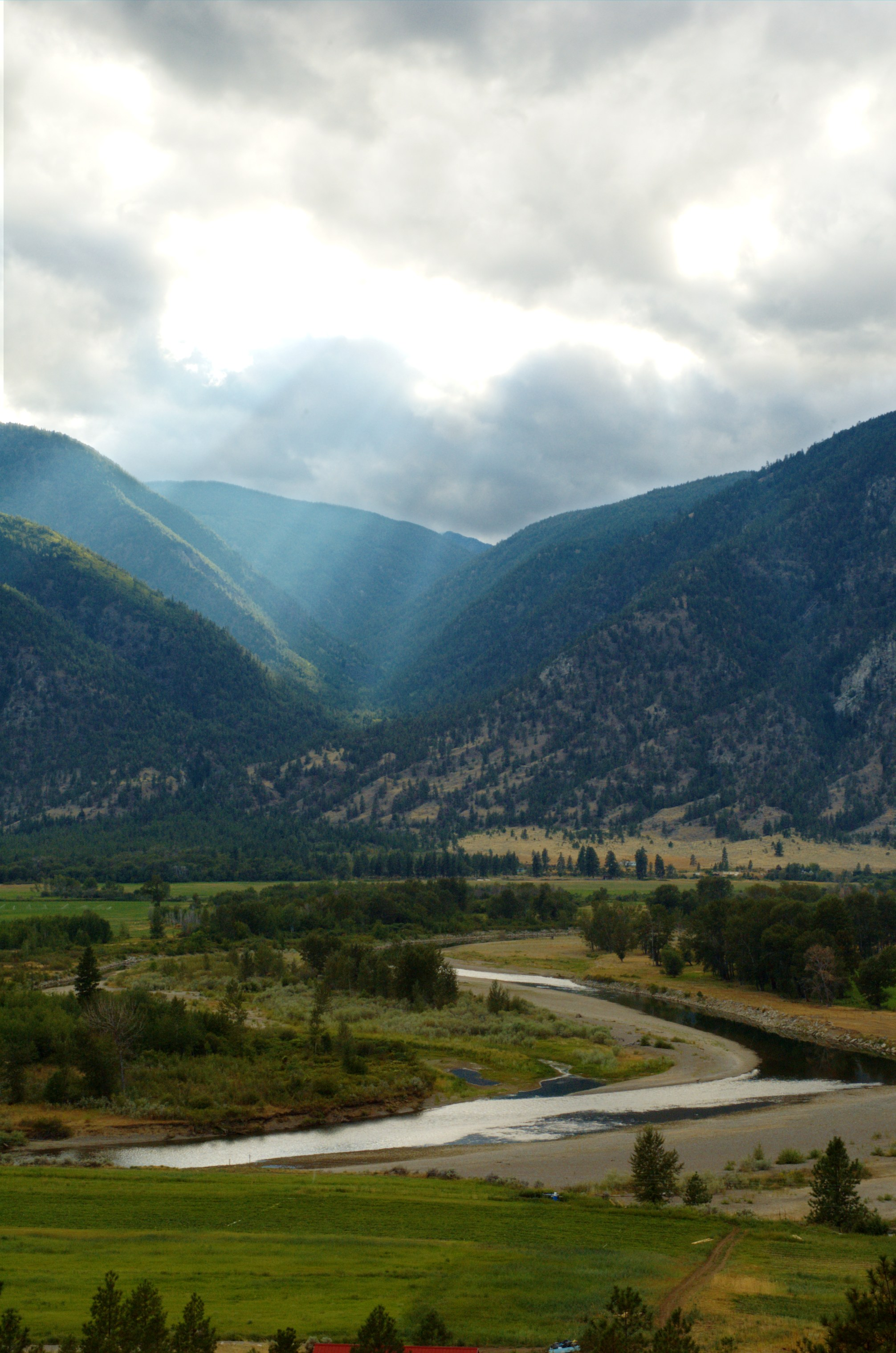
Der Similkameen River nahe Keremeos

Bisher ist das Gebiet nur teilweise unter dem Namen South Okanagan Grasslands Protected Area geschützt. Die vier Schutzgebiete am Mt. Kobau, Kilpoola, Chopaka East und Chopaka West schützen seit der Eröffnung des Schutzgebiets am 18. April 2001 mindestens drei nur noch dort vorkommende Pflanzenarten. Hinzu kommen zahlreiche vom Aussterben bedrohte Vogel-, Säugetier-, Reptilien- und Amphibienarten.
In diesem Gebiet leben Schluchtenzaunkönig (Catherpes mexicanus, Familie Zaunkönige), Silberdachs, Weißkopfspecht, Tigersalamander, Gefleckte Fledermaus, Bergspottdrossel (Oreoscoptes montanus, Familie Spottdrosseln) und der New Mexico-Schaufelfuß (Spea intermontana), eine seltene Krötenart. Dazu kommen Klapperschlangen und zahlreiche Kakteenarten, aber auch Schneeziegen in den höheren alpinen Lagen.
In der abgelegenen Region hätte der Park, folgt man einer Studie des South Okanagan-Similkameen National Park Steering Committee aus dem Jahr 2006, starke wirtschaftliche Folgen, denn man rechnet mit rund 70 Millionen Dollar an Investitionen, mehr als 800 Vollzeitstellen, dazu rund vier Millionen Dollar Steuereinnahmen pro Jahr.
Wie so oft bei der Einrichtung großflächiger Schutzgebiete widersetzen sich manche Gruppen, weil sie Nachteile wie die Einschränkung der Sammel- und Jagdrechte fürchten, die die dort lebenden Indianer (First Nations) treffen würde. Dies gilt etwa für die Okanagan. Diesen soll insofern entgegengekommen werden, als die vorgesehenen Jagdverbote nur nicht-indianische Jäger treffen sollen, die nicht auf die Jagd als Lebensunterhalt oder aus kulturellen Gründen angewiesen sind. Zudem sollen die Bewohner innerhalb der Parkgrenzen nur ihr Land verkaufen, wenn sie einverstanden sind – ein Konzept, das die kanadischen Parks seit langem verfolgen. Dazu kommen Flächen, die als Ersatz für verlorene Weidegebiete vorgesehen sind.
Die Verhandlungen um die Einrichtung eines Co-Managements mit den First Nations laufen noch, wobei man sich am Gwaii-Haanas-Nationalpark auf Haida Gwaii orientiert.
Mitte Januar 2010 unterzeichneten bereits 9680 Bürger eine Petition zur Einrichtung des Nationalparks.
Gefährdet ist das Gebiet durch einen geplanten Staudamm auf dem Gebiet der USA. Dort soll im Bundesstaat Washington der Shanker’s Bend Dam entstehen, wodurch das Similkameen-Tal überschwemmt würde. Sowohl die Regierung von British Columbia als auch der Regional District Okanagan-Similkameen sowie die Okanagan Nation Alliance lehnen den Bau ab, allerdings hat die Bundesregierung bisher keine diesbezüglichen Schritte unternommen.
Hinzu kommt, dass die Grenzen des Parks noch unklar sind. Die Befürworter fürchten, dass der Vaseux Lake, der den Kern des nur zwölf Hektar großen Vaseux Lake Provincial Park bildet, nicht in den Nationalpark mit eingeschlossen werden könnte. Ähnliches gilt für den 266 ha großen White Lake Provincial Park.
Im April 2015 votierten mehr als drei von vier der lokalen Anwohner für die Einrichtung eines Nationalparks. Im September 2015 forderte die Provinzregierung zu einer öffentlichen Anhörung bis zum 12. Oktober auf.